# 单头无心菜
单头无心菜（学名：Arenaria napuligera var. monocephala）为石竹科无心菜属下的一个变种。